# Axonopus
Axonopus P.Beauv., 1812 è un genere di piante della famiglia delle Poacee (o Gramineae, nom. cons.).

## Tassonomia
Il genere comprende le seguenti specie:
- Axonopus amapaensis G.A.Black
- Axonopus anceps (Mez) Hitchc.
- Axonopus andinus G.A.Black
- Axonopus argentinus Parodi
- Axonopus aureus P.Beauv.
- Axonopus boliviensis Renvoize
- Axonopus brasiliensis (Spreng.) Kuhlm.
- Axonopus bryoides (G.H.Rua, R.C.Oliveira & Valls) Alicia López & Morrone
- Axonopus capillaris (Lam.) Chase
- Axonopus casiquiarensis Davidse
- Axonopus caulescens (Mez) Henrard
- Axonopus centralis Chase
- Axonopus chaseae G.A.Black
- Axonopus chimantensis Davidse
- Axonopus chrysoblepharis (Lag.) Chase
- Axonopus ciliatifolius Swallen
- Axonopus comans (Trin. ex Döll) Kuhlm.
- Axonopus comatus (Mez) Swallen
- Axonopus complanatus (Nees ex Trin.) Dedecca
- Axonopus compressus (Sw.) P.Beauv.
- Axonopus conduplicatus G.A.Black
- Axonopus cuatrecasasii G.A.Black
- Axonopus debilis G.A.Black
- Axonopus elegantulus (J.Presl) Hitchc.
- Axonopus eminens (Nees) G.A.Black
- Axonopus equitans Hitchc. & Chase
- Axonopus fastigiatus (Nees ex Trin.) Kuhlm.
- Axonopus fissifolius (Raddi) Kuhlm.
- Axonopus flabelliformis Swallen
- Axonopus flexuosus (Peter) Troupin
- Axonopus furcatus (Flüggé) Hitchc.
- Axonopus fusiformis Valls & A.D.Silveira
- Axonopus gracilis G.Black
- Axonopus grandifolius Renvoize
- Axonopus graniticola P.L.Viana
- Axonopus herzogii (Hack.) Hitchc.
- Axonopus hoehnei G.A.Black
- Axonopus hydrolithicus (Filg., Davidse & Zuloaga) Alicia López & Morrone
- Axonopus jeanyae Davidse
- Axonopus junciformis G.A.Black
- Axonopus kuhlmannii G.A.Black
- Axonopus laegaardii Gir.-Cañas
- Axonopus laxiflorus (Trin.) Chase
- Axonopus laxus Luces
- Axonopus leptostachyus (Flüggé) Hitchc.
- Axonopus longispicus (Döll) Kuhlm.
- Axonopus magallanesiae Gir.-Cañas
- Axonopus marginatus (Trin.) Chase ex Hitchc.
- Axonopus morronei Gir.-Cañas
- Axonopus oiapocensis G.A.Black
- Axonopus orinocensis Gir.-Cañas
- Axonopus paschalis (Stapf) Pilg.
- Axonopus passourae G.A.Black
- Axonopus pennellii G.A.Black
- Axonopus piccae Gir.-Cañas
- Axonopus poiophyllus Chase
- Axonopus polydactylus (Steud.) Dedecca
- Axonopus polystachyus G.A.Black
- Axonopus pressus (Nees ex Steud.) Parodi
- Axonopus pubivaginatus Henrard
- Axonopus purpusii (Mez) Chase
- Axonopus ramosus Swallen
- Axonopus rosei (Scribn. & Merr.) Chase
- Axonopus rupestris Davidse
- Axonopus schultesii G.A.Black
- Axonopus scoparius (Flüggé) Kuhlm.
- Axonopus senescens (Döll) Henrard
- Axonopus siccus (Nees) Kuhlm.
- Axonopus singularis (Swallen) Alicia López & Morrone
- Axonopus steyermarkii Swallen
- Axonopus succulentus G.A.Black
- Axonopus suffultiformis G.Black
- Axonopus suffultus (J.C.Mikan ex Trin.) Parodi
- Axonopus surinamensis (Hochst. ex Steud.) Henrard
- Axonopus triglochinoides (Mez) Dedecca
- Axonopus volcanicus R.W.Pohl
- Axonopus yutajensis G.Black
- Axonopus zuloagae Gir.-Cañas